# Athetis divisa
Athetis divisa är en fjärilsart som beskrevs av Moore 1882. Athetis divisa ingår i släktet Athetis och familjen nattflyn. Inga underarter finns listade i Catalogue of Life.